# جوليان فوبير
جوليان فوبيرت (بالفرنسية: Julien Faubert)‏ لاعب كرة قدم فرنسي سابق لعب لصالح نادي بوردو في مركز الجناح الأيمن كما يجيد اللعب في مركز الظهير الأيمن.

## المسيرة الرياضية
بدأ فوبيرت مسيرته الرياضية ناشئا في نادي كان سنة 1998 حيث تم تدريبه على اللعب في مركز الظهير الأيمن ولكن بسبب تميزه في رفع الكرة فإنه تم تغيير مركزه إلى الجناح الأيمن. تم تصعيد فوبيرت إلى الفريق الأول بداية موسم 2001/2002 عندما كان يبلغ من العمر 18 سنة. استطاع أن يحجز لنفسه مكان في التشكيلة الأساسية بسرعة فائقة وبالتالي اجتذب اهتمام عدة أندية من الدرجة الأولى حتى نجح نادي بوردو في التعاقد معه في صيف 2004. خلال المواسم الثلاثة التي قضاها في النادي استطاع فوبيرت اللعب في 96 مباراة في بطولة الدوري مسجلا 9 أهداف. في موسم 2005/2006 ساهم في احتلال النادي المركز الثاني في بطولة الدوري وبالتالي المشاركة في بطولة دوري أبطال أوروبا في الموسم التالي الذي استطاع فيه تتويج النادي ببطولة كأس الدوري الفرنسي.
في 23 يونيو 2007 ذكرت صحيفة ليكيب الرياضية الفرنسية بأن فوبيرت على وشك الانتقال إلى نادي رينجرز الاسكتلندي مقابل 6.5 مليون يورو. على الرغم من هذا الخبر إلا أنه في 1 يوليو تم الإعلان عن اتمام انتقاله إلى نادي وست هام يونايتد مقابل 6.1 مليون يورو. تعرض فوبيرت لإصابة في وتر أخيل في المباراة الودية أمام نادي سيغما أولوموك التشيكي بتاريخ 17 يوليو وبالتالي غيابه عن الملاعب لفترة 6 أشهر. من أجل تهيئته للعودة إلى الفريق الأول فإنه تم ادراج فوبيرت ضمن الفريق الرديف الذي واجه نادي أستون فيلا الرديف في يناير 2008. استطاع أن يشارك في أول مباراة رسمية في 12 يناير أمام نادي فولهام بحلوله بديلا في الدقائق الأخيرة. لم يشارك فوبيرت في موسمه الأول سوى في 8 مباريات في جميع البطولات.
في 30 يناير 2009 تم منح فوبيرت فرصة التفاوض مع مسئولي نادي ريال مدريد الإسباني للانتقال إليهم حيث نجح في اقناعهم بالتعاقد معه بعقد إعارة إلى نهاية الموسم مع إمكانية النادي الإسباني لشراء اللاعب الفرنسي مقابل 1.5 مليون يورو إذا قدم أداء عالي المستوى. شارك فوبيرت في أول مباراة رسمية في مواجهة نادي ريسينغ سانتاندر في 7 فبراير وانتهت بالفوز 1/0. لم يشارك فوبيرت سوى في مباراتين مع النادي وبالتالي قرر مسئولي ريال مدريد عدم التعاقد معه وبالتالي عاد إلى إنجلترا.
شارك فوبيرت في أول مباراة دولية مع منتخب فرنسا في مواجهة منتخب البوسنة والهرسك وديا في 16 أغسطس 2006. لبس فوبيرت القميص رقم 10 وهي المرة الأولى التي يلبس فيها لاعب هذا القميص منذ اعتزال حامله السابق زين الدين زيدان. استطاع فوبيرت تسجيل هدف في الدقيقة الأخيرة ليمنح منتخب بلاده نتيجة الفوز 2/1.

## روابط خارجية
- جوليان فوبير على موقع اتحاد تركيا (لاعب) (الإنجليزية)
- جوليان فوبير على موقع رابطة كرة القدم الفرنسية للمحترفين (الإنجليزية)
- جوليان فوبير على موقع قاعدة بيانات كرة القدم.إي يو (الإنجليزية)
- جوليان فوبير على موقع ليكيب (الفرنسية)
- جوليان فوبير على موقع ناشيونال فوتبول تيمز (الإنجليزية)
- جوليان فوبير على موقع Soccerbase.com (لاعب) (الإنجليزية)
- جوليان فوبير على موقع Soccerway.com (الإنجليزية)
- جوليان فوبير على موقع عالم كرة القدم.نت (الإنجليزية)
- جوليان فوبير على موقع كووورة
- جوليان فوبير على موقع AS.com (الإسبانية)